# Dragon Fly (azienda)
Dragon Fly Helicopters è un'azienda italiana produttrice di elicotteri. Ha sede a  Mornago (Varese).

## Storia
Venne fondata come "Dragon Fly Srl" dai fratelli Angelo e Alfredo Castiglioni a Cucciago (Como). I primi due prototipi di elicotteri furono progettati e costruiti nel 1989. Il DF 333 fu il primo elicottero a entrare in produzione, certificato dal RAI nel 1996 e realizzato in circa 70 esemplari.

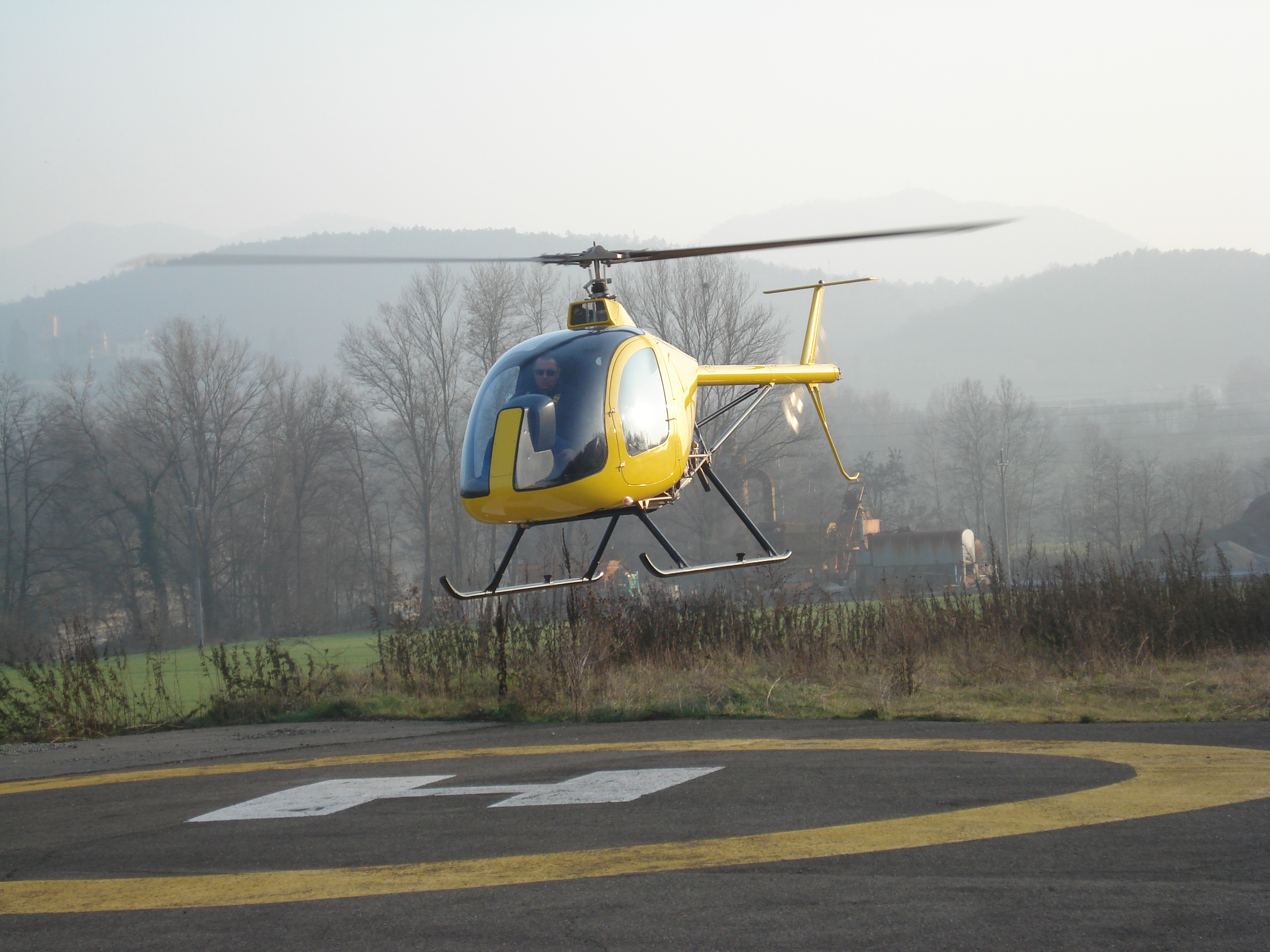
Un Dragon Fly 334

L'azienda viene acquisita nel 2010 dal gruppo svizzero "Avio International Group Holding S.A.", nato nel 2007 , insieme a GeneralAvia, e prende il nome attuale.
Ha sviluppato il primo elicottero al mondo a doppio motore a pistoni, l'SK-1 Twinpower .

## Produzione
- DF 334[4]
- ULR A-333 ultraleggero
- SK-1 Twinpower